# John Travolto... da un insolito destino
John Travolto... da un insolito destino è un film del 1979, il primo diretto da Neri Parenti.

## Trama
Il timido Gianni viene convinto dagli amici a sfruttare la sua incredibile somiglianza con l'idolo del momento, John Travolta, per fare breccia nel cuore di Ilona, dj nel locale del losco Raoul che, tutt'altro che ingannato, vorrebbe sfruttarlo come richiamo, facendo addirittura trapelare un loro flirt. Gianni, volendo tornare con i piedi per terra, al denaro e alla gloria preferisce un più che improbabile ma sincero amore d'Ilona.

## Cast
Giuseppe Spezia, di professione cuoco, fu scelto per la forte somiglianza con John Travolta. Ha successivamente recitato in Vieni avanti cretino, di Luciano Salce (1982), in un ruolo secondario.

## Il parere del regista
In un'intervista concessa al Corriere della Sera il 2 gennaio 2023, Neri Parenti definì il film «una vera schifezza» e ricordò come, il giorno della prima presso un cinema sito in piazza Giulio Cesare, gli unici spettatori a presentarsi al botteghino furono dei turisti coreani convinti di vedere un vero film di Travolta. Sfruttando la popolarità del divo americano, tuttavia, il produttore Lombardo riuscì a distribuire la pellicola in tanti paesi, tra cui il Gabon. 